# Sen Mitsuji
Sen Mitsuji, né le 26 novembre 1987 à Sydney (Nouvelles-Galles du Sud), est un acteur et mannequin australo-japonais. Il est notamment connu pour le rôle de Shun Kenzaki dans la web-série de science-fiction YouTube Origin. En 2020, il incarne Henry Foster dans la série Brave New World.

## Biographie
Sen Mitsuji est né à Sydney d'une mère australienne et d'un père japonais. Il a étudié au Sydney Boys High School. Il part ensuite vivre à Tokyo où il devient mannequin puis acteur.

### Carrière
Son premier rôle important est celui de Shun dans la web-série YouTube Origin. Mitsuji exprime en outre son attrait pour la science-fiction et la fantasy, qui, selon lui, sont très similaires dans leur mélange paradoxal d'évasion et de critique. En février 2020, Mitsuji apparaît dans la série de science-fiction Netflix Altered Carbon. La même année, il joue Henry Foster dans l'adaptation du roman d'anticipation Le Meilleur des mondes d'Aldous Huxley.

## Filmographie

### Télévision

#### Séries télévisées
- 2018 : Origin : Shun Kenzaki (10 épisodes)
- 2019 : Le Maître du Haut Château : Toru Kido (saison 4, 6 épisodes)
- 2020 : Altered Carbon : Tanaseda Yukito (saison 2, 3 épisodes)
- 2020 : Brave New World : Henry Foster (9 épisodes)